# Marco Zamboni
Marco Zamboni (Verona, 7 dicembre 1977) è un calciatore italiano, difensore del Pedemonte.

## Carriera

### Club
Ha debuttato nella prima squadra del Chievo nella stagione 1995-1996, in Serie B. Riserva il primo anno, conquista il posto da titolare nel secondo, nel quale segna anche la sua prima rete nell'incontro Reggina-Chievo (1-1) del 22 dicembre 1996; nel prosieguo della carriera, le sue due uniche marcature in Serie A le sigla quando militerà proprio nella Reggina. Al termine della stagione 1996-1997 viene notato dalla Juventus che lo acquista per 3 miliardi di lire. Con la squadra bianconera ha tempo di vincere la Supercoppa italiana, non scendendo in campo nella finale del 23 agosto 1997 contro il Vicenza, e di esordire in A il 5 ottobre seguente in occasione del successo interno contro la Fiorentina (2-1); tuttavia non riesce a convincere l'ambiente juventino, campione d'Italia in carica e che a fine torneo riconfermerà lo scudetto sul petto, venendo ceduto nella sessione autunnale di mercato al Napoli.
In maglia azzurra ha modo di giocare solo 4 partite; con la squadra partenopea già ancorata all'ultimo posto della classifica e avviata con largo anticipo verso la retrocessione, nella sessione invernale di mercato Zamboni cambia squadra per la terza volta in pochi mesi, tornando al Chievo dove conclude l'annata. Nella stagione 1998-1999 viene ingaggiato dal Lecce, sempre in seconda serie, con cui gioca 36 partite e segna una rete all'ultima giornata, in casa della sua ex squadra del Chievo (1-2), partita decisiva per la promozione in A del club salentino. Viene chiamato poi dall'Udinese, squadra militante in massima divisione; riserva il primo anno, diviene titolare nel secondo con 27 presenze, partecipando alla vittoria della Coppa Intertoto UEFA. Nel 2001-2002 invece non gioca neanche una partita.
Nel 2002-2003 viene acquistato dal Modena, un'altra squadra militante in A, con la quale gioca 5 partite prima di venire ceduto a gennaio alla squadra cadetta del Verona. Nel 2003-2004 torna al Napoli, con il quale disputa il campionato di B da titolare realizzando 3 reti, suo record personale sottoporta; in seguito al fallimento della società partenopea e al suo svincolo, viene ingaggiato dalla Reggina, in massima categoria, dove contribuisce da titolare alla salvezza della squadra calabrese.
Il 6 novembre 2004, nella partita che la Reggina gioca contro la Juventus, segna un gol decisivo per la squadra amaranto, con una punizione dalla lunga distanza. Nel 2005-2006 viene ingaggiato dalla Sampdoria, in A: non riesce a trovare spazio nei blucerchiati, giocando solo una partita. Dopodiché milita in numerose squadre italiane di Serie B e Serie C, tra cui Spezia, Crotone e SPAL. Proprio a Ferrara è suo malgrado protagonista di un episodio curioso: nel 2011, squalificato in Coppa Italia, viene comunque schierato e quindi il Trapani, avversario di turno degli spallini, vince l'incontro a tavolino.
Coinvolto nello scandalo calcioscommesse per il filone di Napoli, il 10 dicembre 2012 il pubblico ministero Stefano Palazzi chiede per lui un anno e sette mesi di squalifica, poi confermati, mentre per la SPAL chiede un'ammenda di 5 000 euro. Il precedente 30 maggio, in relazione al procedimento ordinario penale, la sua posizione era già stata archiviata. Dopo che la Corte di Giustizia Federale ha respinto il reclamo contro la squalifica, il 17 maggio 2013, previa istanza d'arbitrato, ha ottenuto l'audizione del teste Michele Cossato, suo compagno di squadra al Verona.
Frattanto il 2 settembre 2012 viene ingaggiato dal Trento. Nelle stagioni successive scende tra i dilettanti, Benaco, Ambrosiana, Sona e Garda nel veronese. Per la stagione 2019-2020 viene ingaggiato dal Castelbaldo militante nel campionato veneto di Eccellenza.

### Nazionale
Vanta alcune presenze nelle nazionali italiane Under-21 e Under-23; con quest'ultima ha preso parte al vittorioso torneo dei Giochi del Mediterraneo di Bari 1997.

## Statistiche

### Presenze e reti nei club
Statistiche aggiornate ad agosto 2010.
| Stagione            | Squadra         | Campionato      | Campionato | Campionato | Coppa Italia | Coppa Italia | Coppa Italia | Coppe continentali | Coppe continentali | Coppe continentali | Altre coppe | Altre coppe | Altre coppe | Totale | Totale |
| Stagione            | Squadra         | Comp            | Pres       | Reti       | Comp         | Pres         | Reti         | Comp               | Pres               | Reti               | Comp        | Pres        | Reti        | Pres   | Reti   |
| ------------------- | --------------- | --------------- | ---------- | ---------- | ------------ | ------------ | ------------ | ------------------ | ------------------ | ------------------ | ----------- | ----------- | ----------- | ------ | ------ |
| 1995-1996           | Chievo          | B               | 6          | 0          | CI           | ?            | ?            | -                  | -                  | -                  | -           | -           | -           | 6      | 0      |
| 1996-1997           | Chievo          | B               | 32         | 1          | CI           | ?            | ?            | -                  | -                  | -                  | -           | -           | -           | 32     | 1      |
| set.-ott. 1997      | Juventus        | A               | 1          | 0          | CI           | 2            | 0            | UCL                | 0                  | 0                  | SI          | 0           | 0           | 3      | 0      |
| ott. 1997-gen. 1998 | Napoli          | A               | 4          | 0          | CI           | ?            | ?            | -                  | -                  | -                  | -           | -           | -           | 4      | 0      |
| gen.-giu. 1998      | Chievo          | B               | 12         | 0          | CI           | ?            | ?            | -                  | -                  | -                  | -           | -           | -           | 12     | 0      |
| Totale Chievo       | Totale Chievo   | Totale Chievo   | 50         | 1          |              | ?            | ?            |                    | -                  | -                  |             | -           | -           | 50     | 1      |
| 1998-1999           | Lecce           | B               | 36         | 1          | CI           | ?            | ?            | -                  | -                  | -                  | -           | -           | -           | 36     | 1      |
| 1999-2000           | Udinese         | A               | 4          | 0          | CI           | ?            | ?            | CU                 | ?                  | ?                  | -           | -           | -           | 4      | 0      |
| 2000-2001           | Udinese         | A               | 27         | 0          | CI           | ?            | ?            | CU                 | ?                  | ?                  | CI          | ?           | ?           | 27     | 0      |
| 2001-2002           | Udinese         | A               | 0          | 0          | CI           | ?            | ?            | -                  | -                  | -                  | -           | -           | -           | 0      | 0      |
| Totale Udinese      | Totale Udinese  | Totale Udinese  | 31         | 0          |              | ?            | ?            |                    | ?                  | ?                  |             | ?           | ?           | 31     | 0      |
| set. 2002-gen. 2003 | Modena          | A               | 5          | 0          | CI           | ?            | ?            | -                  | -                  | -                  | -           | -           | -           | 5      | 0      |
| gen.-giu. 2003      | Verona          | B               | 18         | 0          | CI           | ?            | ?            | -                  | -                  | -                  | -           | -           | -           | 18     | 0      |
| 2003-2004           | Napoli          | B               | 37         | 3          | CI           | 0            | 0            | -                  | -                  | -                  | -           | -           | -           | 37     | 3      |
| Totale Napoli       | Totale Napoli   | Totale Napoli   | 41         | 3          |              | ?            | ?            |                    | ?                  | ?                  |             | ?           | ?           | 41     | 3      |
| 2004-2005           | Reggina         | A               | 29         | 2          | CI           | ?            | ?            | -                  | -                  | -                  | -           | -           | -           | 29     | 2      |
| 2005-2006           | Sampdoria       | A               | 1          | 0          | CI           | 1            | 0            | CU                 | 0                  | 0                  | -           | -           | -           | 2      | 0      |
| 2006-gen. 2007      | Spezia          | B               | 10         | 0          | CI           | ?            | ?            | -                  | -                  | -                  | -           | -           | -           | 10     | 0      |
| gen.-giu. 2007      | Crotone         | B               | 16         | 0          | CI           | ?            | ?            | -                  | -                  | -                  | -           | -           | -           | 16     | 0      |
| 2007-2008           | Crotone         | C1              | 0          | 0          | CI-C         | ?            | ?            | -                  | -                  | -                  | -           | -           | -           | 0      | 0      |
| Totale Crotone      | Totale Crotone  | Totale Crotone  | 16         | 0          |              | ?            | ?            |                    | -                  | -                  |             | -           | -           | 16     | 0      |
| 2008-2009           | SPAL            | 1D              | 32         | 1          | CI-1D        | ?            | ?            | -                  | -                  | -                  | -           | -           | -           | 32     | 1      |
| 2009-2010           | SPAL            | 1D              | 32         | 0          | CI-1D        | ?            | ?            | -                  | -                  | -                  | -           | -           | -           | 32     | 0      |
| 2010-2011           | SPAL            | 1D              | 33         | 0          | CI-1D        | ?            | ?            | -                  | -                  | -                  | -           | -           | -           | 33     | 0      |
| 2011-2012           | SPAL            | 1D              | 30         | 1          | CI-1D        | ?            | ?            | -                  | -                  | -                  | -           | -           | -           | 30     | 1      |
| Totale SPAL         | Totale SPAL     | Totale SPAL     | 127        | 2          |              | ?            | ?            |                    | -                  | -                  |             | -           | -           | 127    | 2      |
| 2012-2013           | Trento          | D               | 12         | 0          | CI-D         | ?            | ?            | -                  | -                  | -                  | -           | -           | -           | 12     | 0      |
| Totale carriera     | Totale carriera | Totale carriera | 377        | 9          |              | 1+           | 0+           |                    | -                  | -                  |             | -           | -           | 378+   | 9+     |

## Palmarès

### Club

#### Competizioni nazionali
- Supercoppa italiana: 1

Juventus: 1997

#### Competizioni internazionali
- Coppa Intertoto UEFA: 1

Udinese: 2000

### Nazionale
- Giochi del Mediterraneo: 1

Bari 1997